# San Mateo Ixtatán
San Mateo Ixtatán – miasto w zachodniej Gwatemali, w departamencie Huehuetenango, około 115 km na północ od stolicy departamentu, miasta Huehuetenango, oraz około 50 km od granicy państwowej z meksykańskim stanem Chiapas. Miasto leży w górach Sierra Madre de Chiapas na wysokości 2468 m n.p.m.
Według danych szacunkowych w 2012 roku liczba ludności miasta wyniosła 27 336 mieszkańców.

## Gmina San Mateo Ixtatán
Jest siedzibą władz gminy o tej samej nazwie, która w 2012 roku liczyła 39 734 mieszkańców. Gmina jak na warunki Gwatemali jest średniej wielkości, a jej powierzchnia obejmuje 560 km².